# Elulaios
Elulaios, (gräzisierte Form) oder Luli (assyrisch) war König der phönizischen Städte Tyros und Sidon. Er herrschte von 729 bis 694 v. Chr.
Zur Zeit Elulaios’ war Tyros Assyrien tributpflichtig. Dagegen revoltierte Elulaios mehrfach, was schließlich zum Verlust der Souveränität von Tyros führte. Nach der ersten Rebellion wurde Tyros von 724 bis 720 v. Chr. belagert, der Hafen dabei von Salmanassar V. blockiert und die Wasserversorgung abgeschnitten. Die Bewohner Tyros’ gruben jedoch Brunnen, sodass sie der Belagerung jahrelang standhalten konnten.
Unter der Herrschaft von Sargon II., der Salmanassar V. folgte, hatten die Assyrer Zypern besetzt. Nach Sargons Tod 705 erhob Tyros Anspruch auf die Insel und das Königreich Kition. Bei der nächsten Revolte 701 v. Chr. gegen Sargons Nachfolger Sanherib verbündete sich Elulaios mit Marduk-apla-iddina II. von Babylonien und Hiskija von Juda. Er unterlag jedoch Sanheribs Armee, die 200.000 Mann umfasst haben soll, und musste nach Kition fliehen. Tyros verlor die Kontrolle über Sidon und Akko. Sein Einflussbereich schmolz auf das Stadtgebiet und seine überseeischen Kolonien zusammen. Nach Elulaios’ Tod wurde Tyros von pro-assyrischen Machthabern regiert.